# Гатти, Артуро
Артуро Гатти (итал. Arturo Gatti; 15 апреля 1972, Кассино, Италия — 11 июля 2009, Ипожука, Бразилия) — канадский боксёр-профессионал итальянского происхождения, выступавший во 2-й полулегкой, легкой, 1-й полусредней и полусредней весовых категориях.
Чемпион мира в 1-й полулёгкой (версия IBF, 1995—1998) и 1-й полусредней (версия WBC, 2004—2005) весовых категориях. 4-кратный обладатель статуса «бой года» по версии журнала «Ринг»: 1997, 1998, 2002 и 2003.
На любительском уровне принимал участие в молодёжном чемпионате мира в Перу в 1990 году, проиграв в первом же бою пуэрториканцу Хильберто Отеро (22:22+). Статистика ударов того боя — 119:122. Входил в состав национальной сборной Канады для отбора на Олимпиаду 1992 года, однако в 1991 году отказался от продолжения любительской карьеры.

## 1996-03-23Артуро Гатти —Уилсон Родригес
- Место проведения:  ЭмЭсДжи Театр, Нью-Йорк Сити, Нью-Йорк, США
- Результат: Победа Гатти нокаутом в 6-раунде в 12-раундовом бою
- Статус: Чемпионский бой за титул IBF в 2-м полулёгком весе (1-я защита Гатти)
- Рефери: Уэйн Келли
- Счет судей: Джордж Колон (47—46 Гатти), Мануэль Де Касас (45—48 Родригес), Джон Потурай (45—48 Родригес)
- Время: 2:16
- Вес: Гатти 58,97 кг; Родригес 58,10 кг
- Трансляция: HBO BAD
- Счёт неофициального судьи: Харольд Ледерман (45—47 Родригес)

В марте 1996 года Артуро Гатти встретился с Уилсоном Родригесем. В середине 2-го раунда Родригес провёл правый кросс в челюсть противника, после чего добавил ещё двойку — левый хук и правый. Гатти опустился на канвас. Он поднялся на счёт 3. Родригес попытался добить чемпиона, но Гатти отвечал. Оставшееся время до конца раунда прошло в размене. В середине 5-го раунда Гатти выбросил левый хук ниже пояса. Рефери снял с чемпиона за это очко. В конце 5-го раунда Гатти выбросил левый хук в печень претендента. Родригес опустился на канвас. Он поднялся на счёт 8. Гатти бросился его добивать. Родригес ответил ему зрелищной серией хуков в челюсть. В конце 6-го раунда Гатти пробил левый хук в челюсть противника, и тот рухнул на канат. Родригес лежал на полу больше минуты.

## 1996—1998
В феврале 1997 года Гатти вновь одолел Трейси Харриса Паттеросона.
В октябре 1997 года Артуро в 5-м раунде нокаутировал Габриэля Руэласа. После этого он оставил чемпионский пояс и поднялся на категорию выше — в лёгкий вес.
В январе 1998 года Гатти бился с Анхелем Манфреди. В 8 раунде был объявлен технический нокаут - Артуро, никогда не славившийся хорошей защитой, оказался на полу в результате мощного удара Манфреди.

## 1998-08-22Айвен Робинсон —Артуро Гатти
- Место проведения:  Конвеншн Холл, Атлантик Сити, Нью-Джерси, США
- Результат: Победа Робинсона раздельным решением в 10-раундовом бою
- Статус: Рейтинговый бой
- Рефери: Эрл Мортон
- Счет судей: Мельвина Латан (98—93 Робинсон), Стив Вейсфелд (96—94 Робинсон), Эд Лихи (93—96 Гатти)
- Вес: Робинсон 61,23 кг; Гатти 61,69 кг
- Трансляция: HBO
- Счёт неофициального судьи: Харольд Ледерман (95—94 Робинсон)

В августе 1998 года состоялся бой Артуро Гатти и Айвена Робинсона. Бой получился очень упорным и зрелищным. Раздельным решением судей победил Робинсон. Поединок получил статус «Бой года» и «Апсет года» по версии журнала «Ринг».

## 1998—2000
В декабре 1998 состоялся реванш между Гатти и Робинсоном. В не менее упорном бою победу единогласным решением вновь получил Робинсон. Гатти потерпел 3-е поражение подряд. После этого Гатти перешёл в 1-й полусредний вес.

## 1999-08-14
В августе 99-го года Гатти встретился с пуэрториканцем Рейесом Муньосом, который за бой с Гатти получил рекордный гонорар в 35 тысяч долларов, притом что до этого его максимальный гонорар равнялся 800 долларам. У боксёра даже не было машины и он трудился на стройке, чтобы прокормить семью. За сутки между взвешванием и боем Гатти набрал 21 фунт(9,5 кг). В итоге, гораздо более крупный Артуро нокаутировал своего оппонента уже в первом раунде, первым же серьёзным ударом. После окончания поединка Муньос потерял сознание прямо в ринге и был доставлен в больницу. У него были обнаружены серьёзные повреждения мозга и 30-летний Муньос больше никогда не выходил в ринг.

## 2000-02-26
В феврале 2000 года Гатти встретился с экс-чемпионом мира в двух весовых категориях американцем Джо Гамаче. Фактически, повторилась история предыдущего поединка Артуро против Рейеса Муньоса. Гатти, мало того что не вписался в лимит весовой категории до 63,5 кг, он вновь за сутки с небольшим, отделявшие взвешивание от боя, набрал 20 фунтов(9 кг), и вновь визуально был гораздо мощнее своего и без того мелкого соперника, который лучшие свои бои проводил на два веса легче-в категории до 59 кг. Снова значительно более крупный Гатти не имел проблем с противником и в самом начале второго раунда отправил Гамаче в жесточайший нокаут. Гамаче долго приводили в чувство, после боя он оказался в госпитале, где провёл неделю и в результате травм, полученных в бою,33-летнний Гамаче больше никогда не выходил на ринг.

## 2001-03-24Оскар Де Ла Хойя —Артуро Гатти
- Место проведения:  ЭмДжиЭм Гранд, Лас-Вегас, Невада, США
- Результат: Победа Де Ла Хойи техническим нокаутом в 5-м раунде в 10-раундовом бою
- Статус: Рейтинговый бой
- Рефери: Джей Нейди
- Время: 1:16
- Вес: Де Ла Хойя 66,70 кг; Гатти 66,20 кг
- Трансляция: HBO
- Счёт неофициального судьи: Харольд Ледерман (40—35 Де Ла Хойя)

В марте 2001 года Гатти встретился с Оскаром Де Ла Хойей. Де Ла Хойя имел подавляющее преимущество в бою. В конце 1-го раунда Де Ла Хойя провёл серию в голову. Гатти отошёл к канатам. Де Ла Хойя провёл ещё одну серию, и левым хуком в челюсть послал противника в нокдаун. Гатти встал на счет 7. Де Ла Хойя бросился добивать противника, но Гатти достоял до гонга. В середине 5-го раунда Де Ла Хойя начал бить на выбор — серия в голову, серия в корпус, снова серия в голову и снова серия в корпус. Угол Гатти просигнализировал о желании остановить поединок, и рефери прекратил бой.

## 2002-05-18Микки Уорд —Артуро Гатти
- Место проведения:  Мохеган Сан Казино, Юнкасвилл, Коннектикут, США
- Результат: Победа Уорда решением большинства в 10-раундовом бою
- Статус: Рейтинговый бой
- Рефери: Фрэнк Капучино
- Счет судей: Фрэнк Ломбарди (94—94), Дик Флахерти (94—93 Уорд), Стив Вейсфелд (95—93 Уорд)
- Вес: Уорд 64,20 кг; Гатти 64,20 кг
- Трансляция: HBO BAD
- Счёт неофициального судьи: Харольд Ледерман (94—94).

В мае 2002 года в Ункасвиле состоялся первый бой знаменитой трилогии между Гатти и Микки Уордом. В зрелищном бою Уорду присудили спорную победу большинством голосов.

## 2002-11-23Артуро Гатти —Микки Уорд (2-й бой)
- Место проведения:  Боардуолк Холл, Атлантик-Сити, Нью-Джерси, США
- Результат: Победа Гатти единогласным решением в 10-раундовом бою
- Статус: Рейтинговый бой
- Рефери: Эрл Мортон
- Счет судей: Джордж Хилл (98—91), Луис Ривера (98—91), Джозеф Паскуале (98—90) — все в пользу Гатти
- Вес: Гатти 64,40 кг; Уорд 64,40 кг
- Трансляция: HBO
- Счёт неофициального судьи: Харольд Ледерман (89—81 Гатти) — оценки после 9-го раунда.

В ноябре 2002 года состоялся 2-й бой между Гатти и Уордом. На этот раз победу получил Гатти.

## 2003-06-07Артуро Гатти —Микки Уорд (3-й бой)
- Место проведения:  Боардуолк Холл, Атлантик-Сити, Нью-Джерси, США
- Результат: Победа Гатти единогласным решением в 10-раундовом бою
- Статус: Рейтинговый бой
- Рефери: Эрл Мортон
- Счет судей: Джозеф Паскуале (96—93), Джордж Хилл (96—93), Луис Ривера (97—92) — все в пользу Гатти
- Вес: Гатти 64,40 кг; Уорд 64,40 кг
- Трансляция: HBO
- Счёт неофициального судьи: Харольд Ледерман (97—92 Гатти)

В июне 2003 года состоялся 3-й бой между Гатти и Уордом. Гатти вновь был сильнее и победил по очкам.

## 2004
В январе 2004 года состоялся бой между Артуро Гатти и небитым итальянцем Джанлукой Бранко за вакантный пояс по версии WBC в 1-м полусреднем весе. Гатти победил по очкам.
В июле 2004 года Гатти вновь вышел на небитого боксёра. На этот раз ему противостоял Леонард Дорин. Во 2-м раунде Гатти нокаутировал претендента.

## 2005-01-29Артуро Гатти —Джесси Джеймс Лейха
- Место проведения:  Боардуолк Холл, Атлантик-Сити, Нью-Джерси, США
- Результат: Победа Гатти нокаутом в 5-м раунде в 12-раундовом бою
- Статус: Чемпионский бой за титул WBC в 1-м полусреднем весе (2-я защита Гатти)
- Рефери: Эрл Браун
- Время: 1:48
- Вес: Гатти 63,50 кг; Лейха 63,50 кг
- Трансляция: HBO
- Счёт неофициального судьи: Харольд Ледерман (40—36 Гатти)

В январе 2005 года Артуро Гатти встретился с Джесси Джеймсом Лейхой. В начале 5-го раунда Гатти длинным правым кроссом попал в челюсть противника, и тот упал на канвас. Лейха поднялся на счёт 10. После возобновления боя Гатти обрушил град ударов на претендента. Лейха не отвечал. Он пытался клинчевать, но это у него не получалось. В середине 5-го раунда Гатти правым хуком в голову отправил претендента на канвас. Лейха сел на колено, но подняться на счёт 10 не успел. Рефери зафиксировал нокаут. После этого боя Лейха ушёл из бокса.

## 2005-06-25Флойд Мейвезер —Артуро Гатти
- Место проведения:  Боардуолк Холл, Атлантик-Сити, Нью-Джерси, США
- Результат: Победа Мейвезера техническим нокаутом за титул WBC в 1-м полусреднем весе (3-я защита Гатти)
- Рефери: Эрл Мортон
- Счет судей: Луис Ривера (60—52), Джон Стюарт (60—53), Дейв Моретти (60—52) — все в пользу Мейвезера
- Время: 2:19
- Вес: Гатти 63,50 кг; Мейвезер 63,00 кг
- Трансляция: HBO PPV
- Счёт неофициального судьи: Харольд Ледерман (50—43 Мейвезер) — оценки после 5-го раунда

В июне 2005 года состоялся бой между Артуро Гатти и Флойдом Мейвезером. В конце 1-го раунда Мейвезер прижал локтем Гатти в низ после чего Гатти остановился из-за невнятного поведения рефери и Мейвезер воспользовавшись замешательством отправил Гатти в нокдаун, Гатти с лёгкостью встал и был возмущён поведением Мейвезера и бездействием рефери, рефери никак не среагировал. Мейвезер имел разгромное преимущество во всех раундах, в 6-м раунде бой остановили. После этого Гатти поднялся в полусредний вес.

## 2006-01-28Артуро Гатти —Томас Дамгор
- Место проведения:  Боардуолк Холл, Атлантик-Сити, Нью-Джерси, США
- Результат: Победа Гатти техническим нокаутом в 11-м раунде в 12-раундовом бою
- Статус: Рейтинговый бой
- Рефери: Линдсей Пейдж
- Счет судей: Юджин Грант (100—90), Джон Потурай (99—91), Пол Венти (98—92) — все в пользу Гатти
- Время: 2:54
- Вес: Гатти 66,70 кг; Дамгор 66,70 кг
- Трансляция: HBO
- Счёт неофициального судьи: Харольд Ледерман (99—91 Гатти)

После первых двух раундов, безоговорочно выигранных Гатти, Дамгор смог перехватить инициативу и начал действовать более активно. Заслуга в этом, скорее всего, всецело лежала на самом Артуро, который без особых на то причин оставался перед противником и пренебрегал элементарной защитой. В четвёртом раунде Дамгор нанес апперкот в голову, который не потряс Гатти но, тем не менее, вынудил его присесть на нижний канат избегая продолжения комбинации. Однако, в конце этого же раунда Гатти ответил атакой с точными попаданиями в голову. Пятый раунд прошёл в обоюдном размене, в котором трудно было отдать предпочтение одному или другому. 12 тысяч человек в Boardwalk Hall, без сомнений, знали кому отдавать предпочтение в таких случаях. На шестой раунд Гатти снова вышел боксером, и используя прекрасные технические навыки и преимущество в скорости чисто выиграл этот раунд. Все-таки, в плане технической подготовки нельзя поставить Дамгора и Мэйвезера на приблизительно равные уровни. Артуро продолжал бомбить голову противника, но то ли челюсть у датчанина оказалась крепкая, то ли рука у «Грома» была сильно повреждена, Дамгор упорно не хотел падать. К девятому раунду уже определенно сложилось впечатление, что с рукой у Артуро не все в порядке, и он вынужден беречь её, переходя в правостороннюю стойку. В одиннадцатом раунде, рефери снял с Дамгора очко за то, что тот придерживал противника, во время нанесения ударов. В этом же раунде Гатти нанес точный удар правой в подбородок Дамгора, после которого, датчанин очень нетвердо стоял на ногах, что вынудило рефери вмешаться и остановить поединок, не открывая счета

## 2006-07-22Карлос Мануэль Бальдомир —Артуро Гатти
- Место проведения:  Боардуолк Холл, Атлантик-Сити, Нью-Джерси, США
- Результат: Победа Бальдомира техническим нокаутом в 9-м раунде в 12-раундовом бою
- Статус: Чемпионский бой за титул WBC в полусреднем весе (1-я защита Бальдомира)
- Рефери: Уэйн Хеджпет
- Время: 2:50
- Вес: Балдомир 66,70 кг; Гатти 66,70 кг
- Трансляция: HBO
- Счёт неофициального судьи: Харольд Ледерман (78—74 Бальдомир)

В июле 2006 года Гатти вышел на ринг против чемпиона в полусреднем весе по версии WBC, обладающего слабым ударом, аргентинца Карлоса Мануэля Бальдомира. В середине 9-го раунда Бальдомир прижал к канатам Гатти и начал бомбить ударами. Аргентинец провёл успешную серию хуков по челюсти. Последний удар — мощный левый хук — попал прямо в подбородок, и Гатти упал на настил. Канадец встал на счет 6. Бальдомир тут же провёл повторную атаку в голову. Гатти вновь упал. Рефери, не стал открывать счет и остановил бой.

## 2007-07-14Альфонсо Гомес —Артуро Гатти
- Место проведения:  Боардуолк Холл, Атлантик-Сити, Нью-Джерси, США
- Результат: Победа Гомеса техническим нокаутом в 7-м раунде в 12-раундовом бою
- Статус: Рейтинговый бой
- Рефери: Рэнди Ньюманн
- Счет судей: Пьер Бенуа (58—56), Роберт Грассо (58—56), Стив Вейсфелд (60—54) — все в пользу Гомеса
- Время: 2:12
- Вес: Гомес 66,20 кг; Гатти 66,70 кг
- Трансляция: HBO
- Счёт неофициального судьи: Харольд Ледерман (59—55 Гомес)

В июле 2007 года Гатти встретился с боксёром Альфонсо Гомесом. После этого Гатти ушёл из бокса.

## Статистика профессиональных боев
В таблице перечислены результаты всех поединков боксёров.
В каждой строке указан результат поединка. Дополнительно номер поединка обозначен цветом, который обозначает итог поединка. Расшифровка обозначений и цветов представлена в нижеследующей таблице.
| Пример | Расшифровка                     |
| ------ | ------------------------------- |
|        | Победа                          |
|        | Ничья                           |
|        | Поражение                       |
|        | Планируемый поединок            |
|        | Поединок признан несостоявшимся |
| КО     | Нокаут                          |
| ТКО    | Технический нокаут              |
| PTS    | Решение судей (по очкам)        |
| UD     | Единогласное решение судей      |
| MD     | Решение большинства судей       |
| SD     | Раздельное решение судей        |
| RTD    | Отказ от продолжения боя        |
| DQ     | Дисквалификация                 |
| NC     | Поединок признан несостоявшимся |

| Бой | Дата            | Соперник                          | Место проведения                                       | Раундов           | Примечание                                                                                                   |
| --- | --------------- | --------------------------------- | ------------------------------------------------------ | ----------------- | --- |
| 49  | 14 июля 2007    | Альфонсо Гомес (16-3-2)           | Boardwalk Hall, Атлантик-Сити, Нью-Джерси, США         | TKO 7 (10), 2:12  | |
| 48  | 22 июля 2006    | Карлос Мануэль Бальдомир (42-9-6) | Boardwalk Hall, Атлантик-Сити, Нью-Джерси, США         | TKO 9 (12), 2:50  | Бой за титул чемпиона мира по версие WBC (1-я защита Бальдомира), IBA (1-я защита Гатти) в полусреднем весе. |
| 47  | 28 января 2006  | Томас Дамгор (37-0)               | Boardwalk Hall, Атлантик-Сити, Нью-Джерси, США         | TKO 11 (12), 2:54 | Завоевал вакантный титул чемпиона мира по версии IBA в полусреднем весе.                                     |
| 46  | 25 июня 2005    | Флойд Мейвезер (33-0)             | Boardwalk Hall, Атлантик-Сити, Нью-Джерси, США         | RTD 6 (12),3:00   | Потерял титул чемпиона мира по версие WBC (3-я защита Гатти) в первом полусреднем весе.                      |
| 45  | 29 января 2005  | Джесси Джеймс Лейха (47-6-2)      | Boardwalk Hall, Атлантик-Сити, Нью-Джерси, США         | KO 5 (12), 1:48   | Защитил титул чемпиона мира по версие WBC (2-я защита Гатти) в первом полусреднем весе.                      |
| 44  | 24 июля 2004    | Леонард Дорофтей (22-0-1)         | Boardwalk Hall, Атлантик-Сити, Нью-Джерси, США         | KO 2 (12),2:55    | Защитил титул чемпиона мира по версие WBC (1-я защита Гатти) в первом полусреднем весе.                      |
| 43  | 24 января 2004  | Джанлука Бранко (32-0-1)          | Boardwalk Hall, Атлантик-Сити, Нью-Джерси, США         | UD (12)           | Завоевал вакантный титул чемпиона мира по версие WBC в первом полусреднем весе.                              |
| 42  | 7 июня 2003     | Микки Уорд (38-12)                | Boardwalk Hall, Атлантик-Сити, Нью-Джерси, США         | UD (10)           | |
| 41  | 23 ноября 2002  | Микки Уорд (38-11)                | Boardwalk Hall, Атлантик-Сити, Нью-Джерси, США         | UD (10)           | |
| 40  | 18 мая 2002     | Микки Уорд (37-11)                | Mohegan Sun Casino, Анкасвилл, Коннектикут, США        | MD (10)           | |
| 39  | 26 января 2002  | Террон Миллетт (26-2-1)           | Madison Square Garden Theater, Нью-Йорк, Нью-Йорк, США | TKO 4 (10), 2:23  | |
| 38  | 24 марта 2001   | Оскар Де Ла Хойя (32-2)           | MGM Grand, Лас-Вегас, Невада, США                      | TKO 5 (12), 1:16  | |
| 37  | 8 сентября 2000 | Джо Хатчинсон (18-0-2)            | Molson Centre, Монреаль, Квебек, Канада                | UD (10)           | |
| 36  | 29 апреля 2000  | Эрик Якубовский (20-6)            | Madison Square Garden, Нью-Йорк, Нью-Йорк, США         | TKO 2 (10), 0:40  | |
| 35  | 26 февраля 2000 | Джо Гамаче (55-3)                 | Madison Square Garden, Нью-Йорк, Нью-Йорк, США         | KO 2 (10), 0:41   | |
| 34  | 14 августа 1999 | Рейес Муньес (21-3)               | Foxwoods Resort, Машантукет, Коннектикут, США          | TKO 1 (10), 3:09  | |
| 33  | 12 декабря 1998 | Айван Робинсон (26-2)             | Trump Taj Mahal, Атлантик-Сити, Нью-Джерси, США        | UD (10)           | |
| 32  | 22 августа 1998 | Айван Робинсон (25-2)             | Convention Hall, Атлантик-Сити, Нью-Джерси, США        | SD (10)           | |
| 31  | 17 января 1998  | Анхель Манфреди (44-3)            | Convention Hall, Атлантик-Сити, Нью-Джерси, США        | TKO 8 (10), 2:57  | |
| 30  | 4 ноября 1997   | Габриэль Руэлас (44-3)            | Caesars Hotel & Casino, Атлантик-Сити, Нью-Джерси, США | TKO 5 (12), 2:22  | Защитил титул чемпиона мира по версие IBF (3-я защита Гатти) во втором полулёгком весе.                      |
| 29  | 4 мая 1997      | Кэлвин Гроув (49-8)               | Caesars Hotel & Casino, Атлантик-Сити, Нью-Джерси, США | RTD 7 (10), 3:00  | |
| 28  | 22 февраля 1997 | Трейси Харрис Паттерсон (57-4-1)  | Convention Center, Атлантик-Сити, Нью-Джерси, США      | UD (12)           | Защитил титул чемпиона мира по версие IBF (2-я защита Гатти) во втором полулёгком весе.                      |
| 27  | 11 июля 1996    | Фелисиано Корреа (15-5)           | Madison Square Garden, Нью-Йорк, Нью-Йорк, США         | KO 3 (10), 2:05   | |
| 26  | 23 марта 1996   | Уилсон Родригес (44-8-3)          | Madison Square Garden Theater, Нью-Йорк, Нью-Йорк, США | KO 6 (12), 2:16   | Защитил титул чемпиона мира по версие IBF (1-я защита Гатти) во втором полулёгком весе.                      |
| 25  | 15 декабря 1995 | Трейси Харрис Паттерсон (54-3-1)  | Madison Square Garden, Нью-Йорк, Нью-Йорк, США         | UD (12)           | Завоевал титул чемпиона мира по версие IBF (1-я защита Паттерсона) во втором полулёгком весе.                |

## Смерть
В 2009 году Артуро Гатти был найден мёртвым в отеле, на бразильском курорте Порту-де-Галиньяс при весьма загадочных обстоятельствах. Сразу после смерти Гатти в убийстве обвинили его жену бразильянку Аманду Родригес. Она провела в камере предварительного заключения около трёх недель, но признать свою вину отказалась. В конце июля бразильские следователи пришли к выводу, что Гатти покончил жизнь самоубийством (повесился), после чего Родригес вышла на свободу.
Позднее вскрытие подтвердило, что Гатти покончил жизнь самоубийством. Тем не менее менеджер боксёра Пэт Линч поручил расследование этого дела частным детективам Полу Сьолино и Джозефу Моуре. Позже детективы объявят, что они пришли к выводу, что причиной смерти экс-чемпиона мира является не самоубийство, а убийство. Официальный результат дополнительного расследования причины смерти боксёра был объявлен на пресс-конференции 30 августа 2011 г. в боксёрском тренировочном зале Global Boxing Gym в городе Норс Берген (штат Нью-Джерси, США), где выступили шесть экспертов, являющихся наиболее квалифицированными из специализирующихся на расследовании убийств. Самоубийство как причина смерти было исключено всеми экспертами. Все специалисты, принимавшие участие в расследовании, абсолютно точно определили, что причиной смерти Артура Гатти является убийство, также все близкие Гатти заявили, что Артуро не был склонен к суициду и не признавали, что он сам свёл счеты с жизнью. Бадди Макгирт (тренер Гатти в 2002—2006 гг.) сразу после смерти Гатти заявил — «Я не верю, что он покончил жизнь самоубийством. Я уверен, что его убили».
Практически все значимые в профессиональном боксе фигуры — спортсмены, менеджеры, главы телеканалов — посчитали своим долгом выразить соболезнования семье погибшего, а о смерти Артуро Гатти говорили как о колоссальной утрате. Промоутер Гатти Кэти Дува назвала его иконой спорта. Бывший чемпион мира в супертяжёлом весе Майк Тайсон выразил свое уважение Артуро Гатти — «Я всегда радовался успехам Артуро. С удовольствием приходил в зал понаблюдать за его тренировками. Я видел своими глазами, как из мальчика Гатти превратился в великого человека».
Место захоронения Артуро Гатти. Канада, город Монреаль, Le Cimetière de Laval. 5505 Rang du Bas-Saint-François, Laval, QC H7C 0E4

## Память
9 июня 2013 года Артуро Гатти был принят в Международный зал боксёрской славы в Канастоте (США).